# گراهام مک‌تاویش
گراهام مک‌تاویش (انگلیسی: Graham McTavish؛ زادهٔ ۴ ژانویهٔ ۱۹۶۱) یک بازیگر سینما، صدا پیشه، و هنرپیشه اهل بریتانیا است. وی از سال ۱۹۸۶ میلادی تاکنون مشغول فعالیت بوده‌است.
از فیلم‌ها یا برنامه‌های تلویزیونی که وی در آن نقش داشته‌است می‌توان به هابیت: یک سفر غیرمنتظره، جان رمبو، هابیت: برهوت اسماگ، هابیت: نبرد پنج سپاه، شاه لیر، برای ملکه و کشورو، غریبه و لوسیفر فصل ۵ اشاره کرد.